# Mighty Quinn
Mighty Quinn ist ein Lied von Bob Dylan aus dem Jahr 1967. Das Stück wurde in der 1968 von Manfred Mann veröffentlichten Version ein Millionenseller.

## Entstehungsgeschichte
Bob Dylan nahm das Lied zwischen Juni und August 1967 während jener Sessions auf, aus denen später das Album The Basement Tapes zusammengestellt wurde. Es entstand mit zwei Titelvarianten (auf Self Portrait wird es The Mighty Quinn (Quinn the Eskimo) genannt, auf bobdylan.com heißt es Quinn the Eskimo.) Dylan veröffentlichte den Song nicht als erster Interpret; er wurde ab 1968 von einigen Gruppen und Sängern eingespielt und veröffentlicht. Dylan brachte ihn erst am 8. Juni 1970 auf seinem Album Self Portrait heraus.

## Original
Die erste Band, die den Song aufgriff, war die Rockgruppe Manfred Mann, die bereits einige Bob-Dylan-Kompositionen in kommerzielle Sounds gepackt hatte. Mighty Quinn wurde von der Gruppe am 2. November 1967 aufgenommen und am 12. Januar 1968 veröffentlicht (mit By Request-Edwin Garvey als B-Seite). Diese Version wurde in vielen Ländern ein Nummer-eins-Hit, unter anderem in Großbritannien und in Deutschland, und weltweit über zwei Millionen Mal verkauft. Der Song erschien auch auf der LP Mighty Garvey!, die am 28. Juni 1968 auf den Markt kam. Manfred Mann spielte auch eine deutlich rockigere (Live-)Version mit Manfred Mann’s Earth Band ein, die im Februar 1978 auf dem Album Watch veröffentlicht wurde.

## Inhalt
Aufgrund des teilweise verwirrenden Textes ist das Lied offen für Interpretationen. Oberflächlich handelt es von der Ankunft von Mighty Quinn, einem Eskimo, in einer Werft mit Arbeitern. Quinn könnte auch einer dieser Arbeiter sein, doch er scheint ein außerordentlich großer oder „mächtiger“ (mighty) Mann zu sein. Sein Eintreffen sorgt bei seinen Freunden für Aufruhr und alles artet in Chaos aus. Gerüchten zufolge bezieht sich das Lied auf den Schauspieler Anthony Quinn. Dieser spielte in dem im Mai 1960 bei den Filmfestspielen in Cannes vorgestellten Film The Savage Innocents von Nicholas Ray einen Eskimo namens Inuk. Dylan lässt die Textbedeutung offen und gibt als Inspiration eine Art Kinderlied an.

## Chartplatzierungen
| ChartsChartplatzierungen       | Höchstplatzierung | Wochen/ Monate |
| ------------------------------ | ----------------- | -------------- |
| Deutschland (GfK)              | 1 (4 Mt.)         | 4 Mt.          |
| Österreich (Ö3)                | 4 (4 Mt.)         | 4 Mt.          |
| Schweiz (IFPI)                 | 2 (11 Wo.)        | 11 Wo.         |
| Vereinigte Staaten (Billboard) | 10 (11 Wo.)       | 11 Wo.         |
| Vereinigtes Königreich (OCC)   | 1 (11 Wo.)        | 11 Wo.         |

| ChartsJahrescharts (1968)      | Platzierung |
| ------------------------------ | ----------- |
| Deutschland (GfK)              | 12          |
| Österreich (Ö3)                | 12          |
| Vereinigte Staaten (Billboard) | 91          |

## Coverversionen
Mighty Quinn wurde vielfach gecovert, unter anderem von Ian and Sylvia (1968), Gary Puckett & The Union Gap (1968), 1910 Fruitgum Company (1968), The Ventures (1968), The Hollies (1969), Lulu (1970), Grateful Dead (2005), Dylan-Fan Wolfgang Niedecken (als Quinn, dä Eskimo, 1995), Gotthard (1996), Johnny Logan (2004), Die Lollies (2004) und Krokus (2017). Der Titel wurde für den Soundtrack des gleichnamigen Films mit Denzel Washington verwendet, der am 16. Februar 1989 in die Kinos kam.